# Maschinenfabrik Korfmann

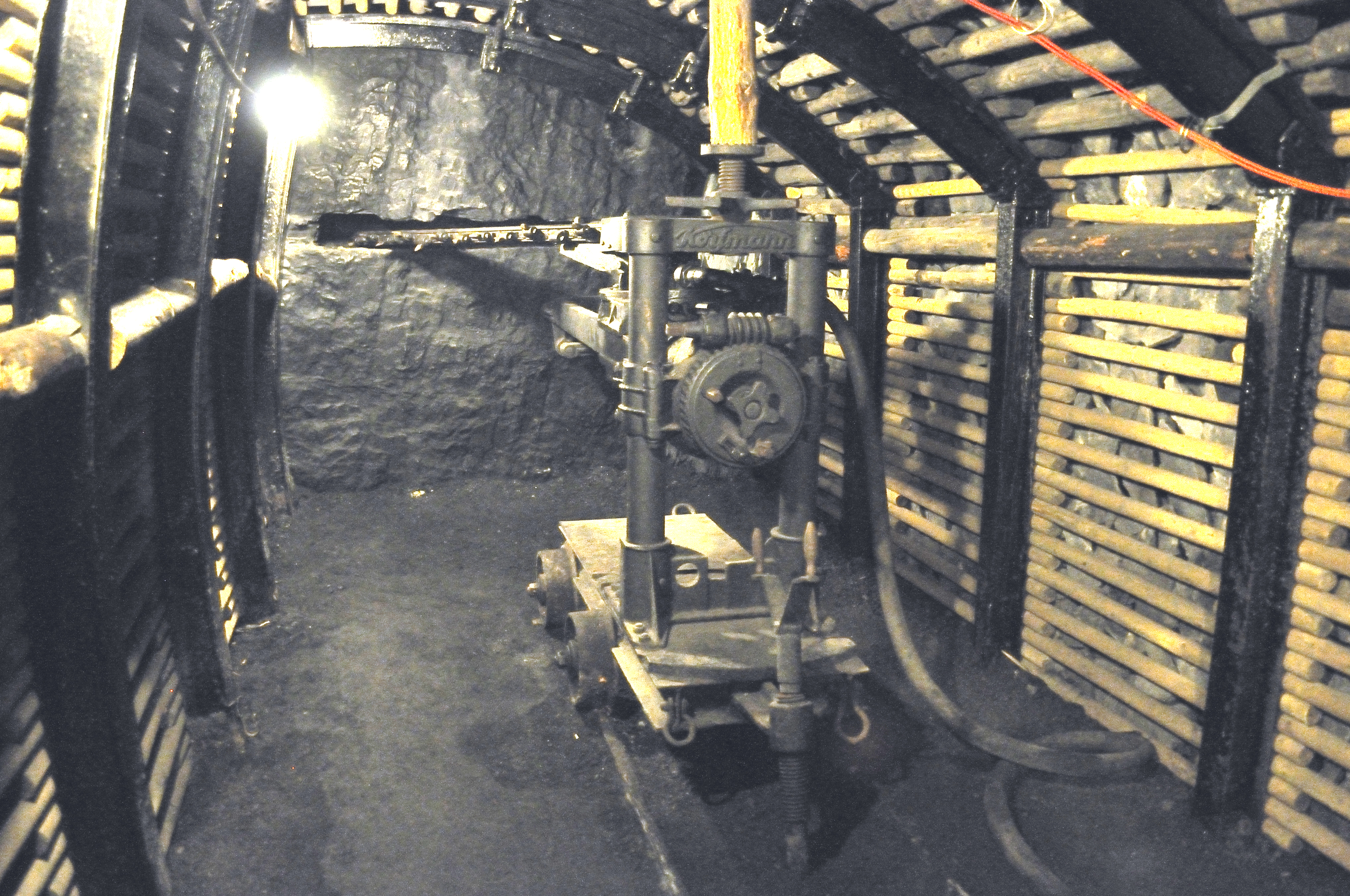
Korfmann-Schrämmaschine im Bergbaumuseum Bochum

Die Maschinenfabrik Heinrich Korfmann jr. in Witten war ein 1880 gegründeter Bergbauzulieferbetrieb, dessen Produktspektrum von Bohrern, Strossenbohrwagen und Abbauhämmern bis zu Strebausbau- und Schrämmaschinen reichte. Einen Ruf machte sich Korfmann durch innovative Produkte wie den Korfmann Blitz, den ersten Vorbaustempel aus Stahl. Insbesondere die weit entwickelten Schrämmaschinen, mit denen Schnitttiefen bis zu 3,4 m erreicht werden konnten, sorgten für eine weite Verbreitung der Korfmann-Maschinen über den Bergbau hinaus im Bereich der Natursteingewinnung.
Nach dem Konkurs des Unternehmens im Mai 2001 sollten die Gebäude vom benachbarten Chemiepark Witten als Logistikzentrum genutzt werden. Aufgrund des schlechten Gebäudezustandes nach langem Leerstand mussten sie aber 2008 abgerissen werden. Die Marke Korfmann lebt bei drei unterschiedlichen Unternehmen weiter, die Lüftungsanlagen, Schrämmaschinen und Bohrtechnik herstellen.